# 이시이정
이시이정(일본어: 石井町)은 일본 도쿠시마현 북동부에 있는 묘자이군의 정이다.
농업이 번성하고 도쿠시마시 서쪽에 이웃해 있어 베드타운으로도 발전을 계속하고 있다.

## 지리
북쪽에는 요시노강이 동서로 흐르고 정의 중앙 부근에는 요시노강의 지류인 이노오강이 굽이쳐 흐르고 있다. 토지는 정 남쪽의 시정 경계를 따라 산이 있는 것 외에는 거의 모두 평지이다.

### 인접한 자치체
- 도쿠시마시
- 요시노가와시
- 묘자이군 가미야마정
- 이타노군 가미이타정

## 역사
- 1955년 3월 31일 - 구 이시이정, 우라쇼촌, 다카하라촌, 아이하타촌, 다카가와라촌과 합병해 새로운 이시이정이 되었다.

## 교통

### 철도
- 시코쿠 여객철도 도쿠시마선

### 도로
- 국도 제192호선
- 국도 제318호선